# فرانسيس وارد
فرانسيس وارد (بالإنجليزية: Frances Ward)‏ هي شماسة بريطانية، ولدت في 16 سبتمبر 1959 في غيلونغ في أستراليا.